# Seymour (Indiana)
Seymour ist eine City im Jackson Township und dem Redding Township des Jackson County im US-Bundesstaat Indiana. Die Einwohnerzahl beträgt 19.959 (Stand 2019).

## Geschichte
Seymour wurde im Jahr 1852 angelegt und parzelliert. Die Stadt ist bekannt für ihre Lage an der Kreuzung von zwei großen Nord/Süd- und Ost/West-Eisenbahnlinien, die sich im Stadtzentrum kreuzen. Die Nord-Süd-Strecke (die Jeffersonville, Madison und Indianapolis Railroad) wurde in den 1840er Jahren gebaut und verband Indianapolis mit dem Ohio River bei Jeffersonville. 1852 überredete der Siedler Meedy Shields John Seymour, die Ost/West-Eisenbahn (die Ohio and Mississippi Railroad) durch sein Land zu bauen, und benannte im Gegenzug die hiesige Stadt zu Seymours Ehren.

## Demografie
Nach einer Schätzung von 2019 leben in Seymour 19.959 Menschen. Die Bevölkerung teilt sich im selben Jahr auf in 82,2 % Weiße, 2,0 % Afroamerikaner, 0,2 % amerikanische Ureinwohner, 4,3 % Asiaten, 0,1 % Ozeanier und 2,3 % mit zwei oder mehr Ethnizitäten. Hispanics oder Latinos aller Ethnien machten 13,0 % der Bevölkerung aus. Das mittlere Haushaltseinkommen lag bei 44.944 US-Dollar und die Armutsquote bei 20,0 %.

## Söhne und Töchter
- Jack Griffin (* 1944), Autorennfahrer
- John Mellencamp (* 1951), Rock- und Folksänger
- Baron Hill (* 1953), Politiker
- Rob Wiethoff (* 1976), Schauspieler und Synchronsprecher
- Erica Moore (* 1988), Leichtathletin